# Polyscias lionnetii
Polyscias lionnetii е вид растение от семейство Araliaceae. Видът е критично застрашен от изчезване.

## Разпространение
Разпространен е в Сейшели.